# جاكوب نيلسن (أستاذ جامعي)
جاكوب نيلسن (بالدنماركية: Jakob Nielsen)‏ هو رياضياتي دنماركي، ولد في 15 أكتوبر 1890 في Northern Schleswig ‏ في الدنمارك، وتوفي في 3 أغسطس 1959 في هيليسينكور في الدنمارك.